# Reneszánsz várkastély (Vágsellye)
A középkorban erre vezetett a cseh út (Via Bohemica). IV. Béla Vágsellyét és környékét a turóci premontrei kolostornak adományozta. A település 1522-ben Majthényi Uriel turóci préposttól kapott kiváltságokat. 1536-ban I. Ferdinánd mezővárosi rangra emelte. A város 1586-ban a jezsuitákhoz került, akik 1598-ban Znióváraljáról ide helyezték át kollégiumukat. A jezsuita kollégium 1604-ig működött a városban, amelyet a Bocskai-felkelés szüntetett itt meg.
Vágsellyén egykor vízivár állt. Ennek helyén a 16. században a milánói Syroth Kilián tervei alapján, a Thurzó család nagybiccsei kastélyának mintájára reneszánsz várkastély épült. Jelentősége Esztergom eleste után nőtt meg, amikor a környékbeli végvárrendszerbe tagozódott be. Vágsellye Pázmány Péter érsek kedvelt tartózkodási helye volt, ő fejezte be a kastély építését. 1663-ban Érsekújvár eleste után a kastély is török kézre került egészen 1686-ig. Az 1661. és 1663. évi török pusztítás után a város 300 házából mindössze 30 maradt meg. 1692-ben a település vásártartási jogot kapott. A kastély mai formáját a barokk stílus uralja.
1963-tól Nemzeti Műemlék (NKP). 1972-ben megkezdték a kastély felújítását. Az épület külső felújítását 1999-ben végezték. 2007-ben kezdték meg a levéltár (kastély) újbóli felújítását.
Jelenleg a Szlovák Belügyminisztérium Pozsonyi Állami Levéltárának a fióklevéltára található az épületben. Az 1952-ben alapított intézmény kezdetben Vágsellyei Járási Levéltárként működött, amely 1960-tól a Galántai járás, 1964-től a Dunaszerdahelyi járás levéltára is lett. Megközelítőleg 5080 iratfolyóméter levéltári anyagot őriz. Gyűjteményének legkorábbi oklevele, Károly Róbert egyik 1340-ben kiadott adománylevele.
A római katolikus templom előtt található Szent Flórián és Nepomuki Szent János szobra. Mindkét szobor alkotója ismeretlen, az előbbi a 19. században készülhetett és 1997-ben restaurálták, míg az utóbbi a 18. századból származik. Műemlékvédelmi okokból az eredetiket a kastélyba helyezték át és a templom előtt egy-egy másolatot helyeztek el.

## A felújított kastély
A felújított kastély kiállítását 21. századi eszközökkel valósították meg, melyet a Moholy-Nagy Művészeti Egyetem kreatív csapata álmodott meg. 
A tárlatot különleges megoldásként osztották három részre: 
- a virtuálisvalóság-szobában a fejedelem életének fontos pillanatainak lehetünk tanúi
- a szabadulószobában a Habsburg-ellenes szervezkedés vádjával a bécsújhelyi börtönbe vetett Rákóczi szökését követhetjük
- a harmadik megoldás része egy körpanoráma-vetítő, amely a környék látnivalóival ismertet meg. 
Ezenkívül bepillanthatunk a kastély- és udvarházépítés kulisszatitkaiba, megismerkedhetünk egy uradalom felépítésével, egy hatalmas sakktábla pedig bemutatja, a különböző birodalmak erőviszonyait, az országok lakosságát, haderejét, és megtudhatunk olyan érdekességeket is, hogy miért lett közkedvelt a csokoládé és a kávé. 
A kiállítás utolsó szobájában pedig a Rákóczihoz kötődő emléktárgyak kerültek bemutatásra.
1969 óta kastély előtt áll a fejedelem mellszobra is, amelyet 1907-ben Mayer Ede szobrászművész Mányoki Ádám festménye alapján készített el. A szobor korábban Zólyom főterén állt, melyet 1920 júniusában ledöntöttek, és be akartak olvasztani. Az utolsó pillanatban azonban sikerült elrejteni a zólyomi vár pincéjében, ahonnan a hatvanas években először Fülekre, majd onnan Borsiba került, a fejedelem szülőháza elé, ahol a felújítás során, 2018-ban új talapzatot is kapott.

## Galéria

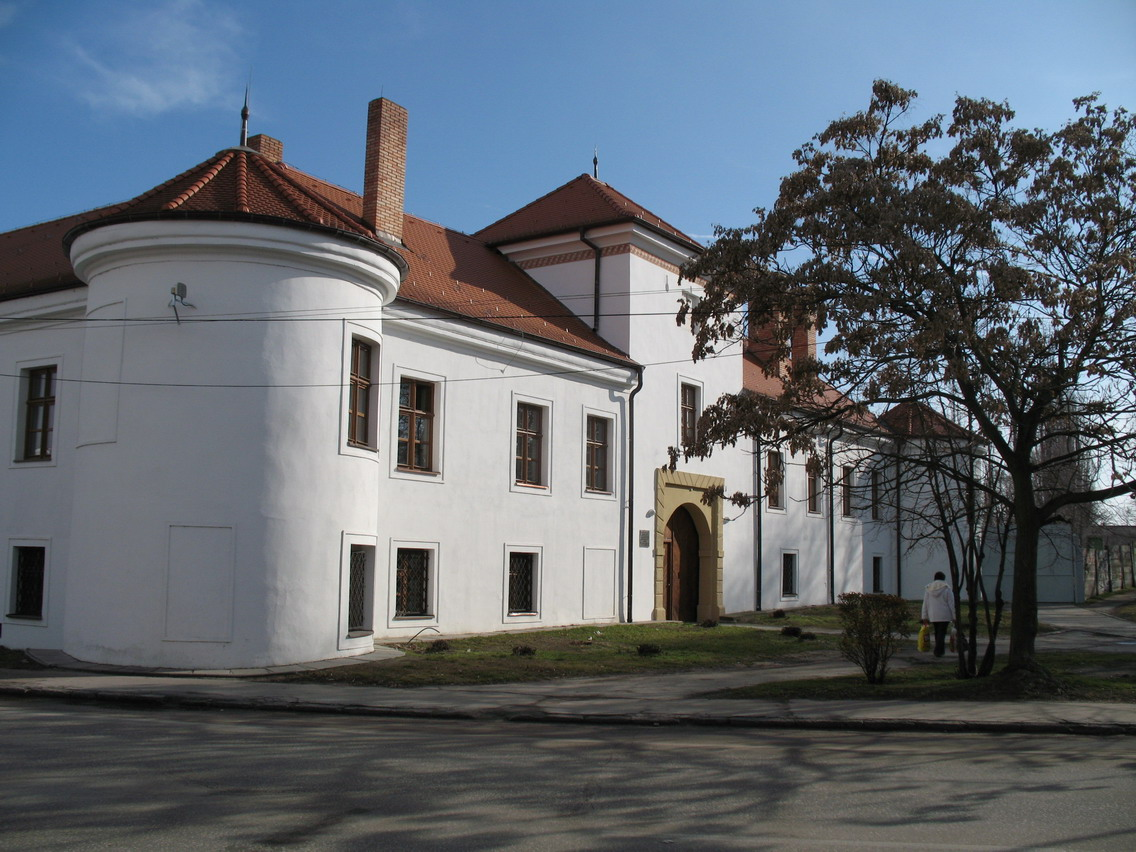
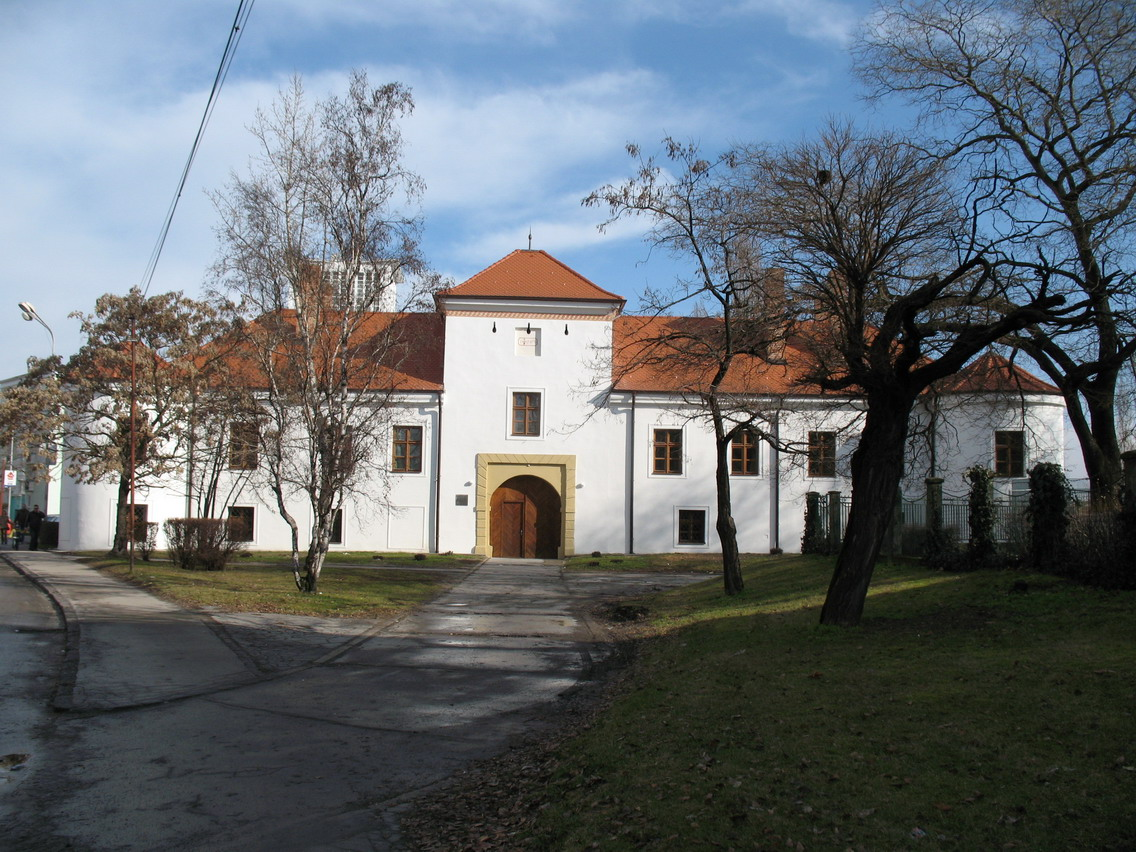